# Johan Ögrim
Sven Johan Ögrim, född 18 april 1853, död 12 mars 1938, var en svensk kommendör i Frälsningsarmén och sångförfattare.
Torparsonen Johan Ögrim växte upp i grenadjärtorpet Fågelmossen i Överum. Efter utbildning vid folkskoleseminariet i Linköping arbetade han som skollärare i Järla, Nacka. I början av 1883 kom han i kontakt med Frälsningsarmén för första gången vid ett möte i Skuru, vilket leddes av dåvarande majoren Hanna Ouchterlony. Tillsammans med sin dåvarande fru Bernhardina blev han frälsningssoldat vid Stockholms tredje kår 1 januari 1888, och omskolade sig till frälsningsofficerare. Inom Frälsningsarmén var han krigsskolechef (chef för officersskolan) 1888–1889, fältsekreterare (personalchef) 1892, chefssekreterare i Norge 1895–1896, ledare för Frälsningsarmén i Danmark 1896–1898, provinsofficer i England 1898–1903, samt ledare för Frälsningsarmén i Finland 1903–1906, Norge 1906–1912, Sverige 1912–1919 och sist i Tyskland 1919–1925, varefter han pensionerades.
Sven Johan Ögrim begravdes 20 mars 1938 på Norra begravningsplatsen, kvarter 11E, gravnummer 41, vilket är en gemensam grav för Frälsningsarméns företrädare i Sverige. 

## Familj
- I första äktenskapet med Hulda Karolina Bernhardina "Dina" Lindvall (född 31 januari 1862, död 1897) fick han flera barn, bland dem sonen Tobias Immanuel Ögrim (född 1886, död 1962), som senare också blev kommendör och territoriell ledare för Frälsningsarmén i Sverige och Norge med flera länder. Flera av hans andra barn blev officerare i Frälsningsarmén.
  - Barn med Bernardina: Bernhard (född 1883), Ruth (1885, död 1909 som kapten i Norge), Tobias Immanuel (1886–1962), Eva (1890), Seth (1894), Frithiof (1896).
- Hans hustru i andra giftet (15 november 1898) hette Maren Kirstine, född Jörgensen (6 september 1868). Hon begravdes  6 januari 1946 i Frälsningsarméns grav på Norra begravningsplatsen, kvarter 11E, gravnummer 41.
  - Barn med Kirstine: Julie (född 1899), Dorothea (1901), Wäinö (1905).

## Sång- och psalmtexter av Ögrim
- Brusten är snaran Frälsningsarméns sångbok nr 227/1929 och 244/1946 (A-dur) Finns på Wikisource.
- Borta jag gick ifrån Gud många år Frälsningsarméns sångbok nr 226/1929 och 243/1946 (G-dur)
- Irrande flykting från hemmet det ljuva Frälsningsarméns sångbok nr 72/1929 och 42/1946 (H-moll) Finns på Wikisource.
- Kom, låt oss sjunga Frälsningsarméns sångbok nr 301/1929 och 331/1946 (A-dur) (1886)
- Kärlek från vår Gud (originalet Kjærlighed fra Gud av Jens Nikolaj Ludvig Schjørring, (1854) översättning från danska av Ögrim 1900) Frälsningsarméns sångbok nr 303/1929 och 333/1946 (A-dur) Finns på Wikisource.
- Lyssna nu, hör Herrens maning Frälsningsarméns sångbok nr 46/1929 och 62/1946 (G-dur) Finns på Wikisource.
- Nu fröjdetiden inne är Frälsningsarméns sångbok nr 526/1929 och 356/1946 (G-dur) (1885)
- O, vad fröjd, han lever, vår Immanuel Frälsningsarméns sångbok nr 528/1929 och 529/1946 (A-dur) (1887)
- Utanför din hydda står vän som du ej känner Frälsningsarméns sångbok nr 55/1929 och 100/1946 (D-dur)
- Vi är så röd din nya dräkt Frälsningsarméns sångbok nr 366/1929 och 415/1946 (G-dur)

## Utmärkelser
I Tyskland ledde han efter första världskriget ett hjälparbete som resulterade i att han år 1925 tilldelades Röda Korsets förtjänstmedalj;  han fick även ett personligt tack från den tyske ministerpresidenten von Hindenburg, samt utnämndes i oktober 1932 till kommendör av Vasaordens andra klass.